# Alchemilla samantaraii
Alchemilla samantaraii é uma espécie de rosácea do gênero Alchemilla, pertencente à família Rosaceae.